# Бьюкенен, Рой
Рой Бью́кенен (англ. Roy Buchanan; 23 сентября 1939 — 14 августа 1988) — американский гитарист и блюзовый музыкант. «Гитарист для гитаристов», по чьему-то удачному определению, он в силу различных причин всегда был более известен в профессиональной среде, нежели среди рядовых посетителей концертов или покупателей пластинок. Безупречную технику и стиль Бьюкенена высоко ценил обычно скупой на комплименты Кит Ричардс. Пионер использования электрогитары Телекастер он был аккомпаниатором и сольным исполнителем с двумя золотыми альбомами уже в начале своей карьеры. Несмотря на то, что он не достиг звёздной славы, он до сих пор считается очень влиятельным гитаристом. Рой Бьюкенен отмечен в списках 100 величайших гитаристов всех времён по версии Classic Rock, а также 100 величайших гитаристов всех времён по версии журнала Rolling Stone.

## Биография
Рой Бьюкенен родился в городе Озарк (штат Арканзас, США) в фермерской семье. Его отец был духовным главой общины баптистов-пятидесятников. В подростковом возрасте оказался на ферме в Калифорнии и заканчивал школу в местечке Пиксли. Под впечатлением от бродячих блюзменов и исполнителей госпел, которые нередко гостили у них дома, и по настоянию матери Рой начал осваивать lap steel guitar (инструмент, являющийся неотъемлемой частью кантри). К девяти годам считался достаточно опытным, чтобы играть в клубах с местными группами. В пятнадцать лет Рой ушёл из дому и на три года стал участником группы будущего героя рокабилли Дэйла Хокинса (Suzi Q.). В конце 50-х годов Бьюкенен, оставив Дэйла Хокинса, перешёл в бэк-группу его двоюродного брата известного рок-н-ролльщика Ронни Хокинса, где состоялось его знакомство с Робби Робертсоном.
В 1959 Рой женился. На протяжении следующих десяти с чем-то лет в его семье появилось шесть детей: «Секс и музыка, в сущности, одно и то же», — утверждал Рой в одном из интервью. Рой бросил гастрольную жизнь и обосновался в столичном Вашингтоне, где начал зарабатывать на жизнь сессионной работой. Он много и успешно записывался с Фредди Кэнноном, а также участвовал в десятках записей клиентов авторско-продюсерского дуэта Лейбер-Столлер.
На протяжении 1970 Рой Бьюкенен получил и отверг два почётных приглашения: сначала Джон Леннон приглашал его в состав Plastic Ono Band, а затем Rolling Stones предложили Рою заменить умершего Брайана Джонса.
В начале 1970-х начался новый этап карьеры Роя Бьюкенена. Журнал Rolling Stone в февральском номере 1971 года назвал его в ряду выдающихся гитаристов эпохи, основывая своё мнение на концертах Роя в барах и небольших клубах в окрестностях Вашингтона. Так же успеху способствовала прошедшая по национальным телеканалам программа с характерным названием Best Unknown Guitarist In The World (Лучшие неизвестные гитаристы мира). В 1972 читатели журнала Guitar Player назвали Роя Бьюкенена лучшим новым гитаристом. Компания Polygram записала альбом Роя Бьюкенена, приготовив его к реализации, когда гитарист неожиданно для всех самостоятельно выпустил кустарно сделанный и скверно оформленный диск Buch & the Snake Stretchers. Этим поступком Рой поставил крест на дальнейших записях для этой крупной компании, которая так и не пустила тогда свой диск Роя Бьюкенена в продажу. В 1972 году он подписал контракт с Polydor и дебютировал альбомом Roy Buchanan, на котором с ним играл цвет тогдашних сессионеров. За ним последовал Second Album (1972), с восхитительным госпел Thank You Lord и поп-хитом Sweet Dreams (№ 40 в Британии в 1973).
14 августа 1988 года Рой был обнаружен повешенным на собственной рубашке в тюремной камере в Вирджинии, куда он попал из-за семейной ссоры и пребывания в пьяном виде в общественном месте. Его смерть официально признали самоубийством, что, однако, вызвало несогласие некоторых родственников и друзей.

## Дискография

### Студийные альбомы
- 1971 — Buch and the Snake Stretchers (BIOYA)
- 1972 — Roy Buchanan (Polydor Records)
- 1973 — Second Album (Polydor Records)
- 1974 — That’s What I Am Here For (Polydor Records)
- 1974 — In the Beginning (версия для Великобритании: Rescue Me) (Polydor Records)
- 1976 — A Street Called Straight (Atlantic Records)
- 1977 — Loading Zone (Atlantic Records)
- 1978 — You’re Not Alone (Atlantic Records)
- 1981 — My Babe (AJK Music)
- 1985 — When a Guitar Plays the Blues (Alligator Records)
- 1986 — Dancing on the Edge (Alligator Records)
- 1987 — Hot Wires (Alligator Records)

### Концертные записи
- 1975 — Live Stock (Polydor Records)
- 1978 — Live in Japan (Polydor Records)
- 1987 — Live — Charly Blues Legend vol. 9 85-87 (Charly Schallplatten GmbH, бутлег)